# T・J・リーフ
T・J ・リーフ（T. J. Leaf）こと、タイ・ヤコブ・リーフ（Ty Jacob Leaf,  1997年4月30日 - ）は、イスラエル・テルアビブ出身のプロバスケットボール選手。ポジションはパワーフォワード。

## 来歴
1997年にイスラエルの中心都市テルアビブで生まれる。17歳の時に渡米し、カリフォルニア州エルカホンのフットヒルズ・クリスチャン高校に留学。2016年にマクドナルド・オール・アメリカンゲームの出場メンバーに選出されるなど、有望株として注目される。大学はUCLAに進学。ロンゾ・ボールらと共に同大学のスター選手として活躍し、1年生の2016-17シーズン、平均16,3得点8,3りリバウンドを記録し、Pac-12の1stチームとフレッシュマンチームに選出された。リーフは1シーズン大学でプレーした後、ボールと共に2017年のNBAドラフトにアーリーエントリーを表明。18位でインディアナ・ペイサーズから指名された。

### NBAでのキャリア(2017-2021)

#### ポートランド・トレイルブレイザーズ(2021)
2021年4月13日、ポートランド・トレイルブレイザーズと2way契約を結んだ。

### マッカビ・テルアビブ(2025-)
2025年6月29日、ユーロリーグとイスラエル・バスケットボール・プレミアリーグに所属するマッカビ・テルアビブBCへの加入が発表された。契約期間は3年。

## イスラエル代表

### ユースチーム代表
2015年にFIBAU-18ヨーロッパ選手権のU-18イスラエル代表に選出。平均16.1得点 8,4リバウンドを記録した。